# 木場潟公園
木場潟公園（きばがたこうえん）は、石川県小松市南部にある都市公園。石川県が開設・運営している都市公園（広域公園）である。

## 概要
小松市の沿岸部にある木場潟の周囲を整備した公園である。1973年（昭和48年）3月7日に都市計画決定され、1982年（昭和57年）10月17日に一部開園。2008年（平成20年）度に事業が完了した。木場潟を囲むように中央園地、南園地、西園地、北園地の4つの緑地が整備され、各園地を結ぶ園路が木場潟を1周（6.4 km）する。
木場潟は、柴山潟、今江潟とともに加賀三湖と呼ばれていた。干拓により今江潟は姿を消し、柴山潟も3分の2ほどが陸地となったため、木場潟は唯一、元の姿をとどめる。このため本来の植生が残り、岸辺や水辺では野鳥の姿を見ることができる。木場潟の水郷風景はいしかわの自然百景に選定されており、ヨシ、マコモ等の群落にガマ、ヒメガマが混じり、コウホネ、イボビシオオカナダモなどの水生植物が見られる。また、南東側には県内最高峰の白山を遠望することができる。
2006年（平成18年）からは、石川県の指定管理者制度により、財団法人木場潟公園協会が指定管理者として公園の整備・運営を行っている。
2015年5月17日には、木場潟公園を会場として第66回全国植樹祭いしかわ2015 が開催された。石川県で全国植樹祭が開催されたのは、1983年（昭和58年）に河北郡津幡町の石川県森林公園で開催された第34回全国植樹祭以来で、32年ぶりの開催となった。
2019年には、東側丘陵を里山として整備することに小松製作所（コマツ）が協力する協定を石川県と結んだ。

## ギャラリー

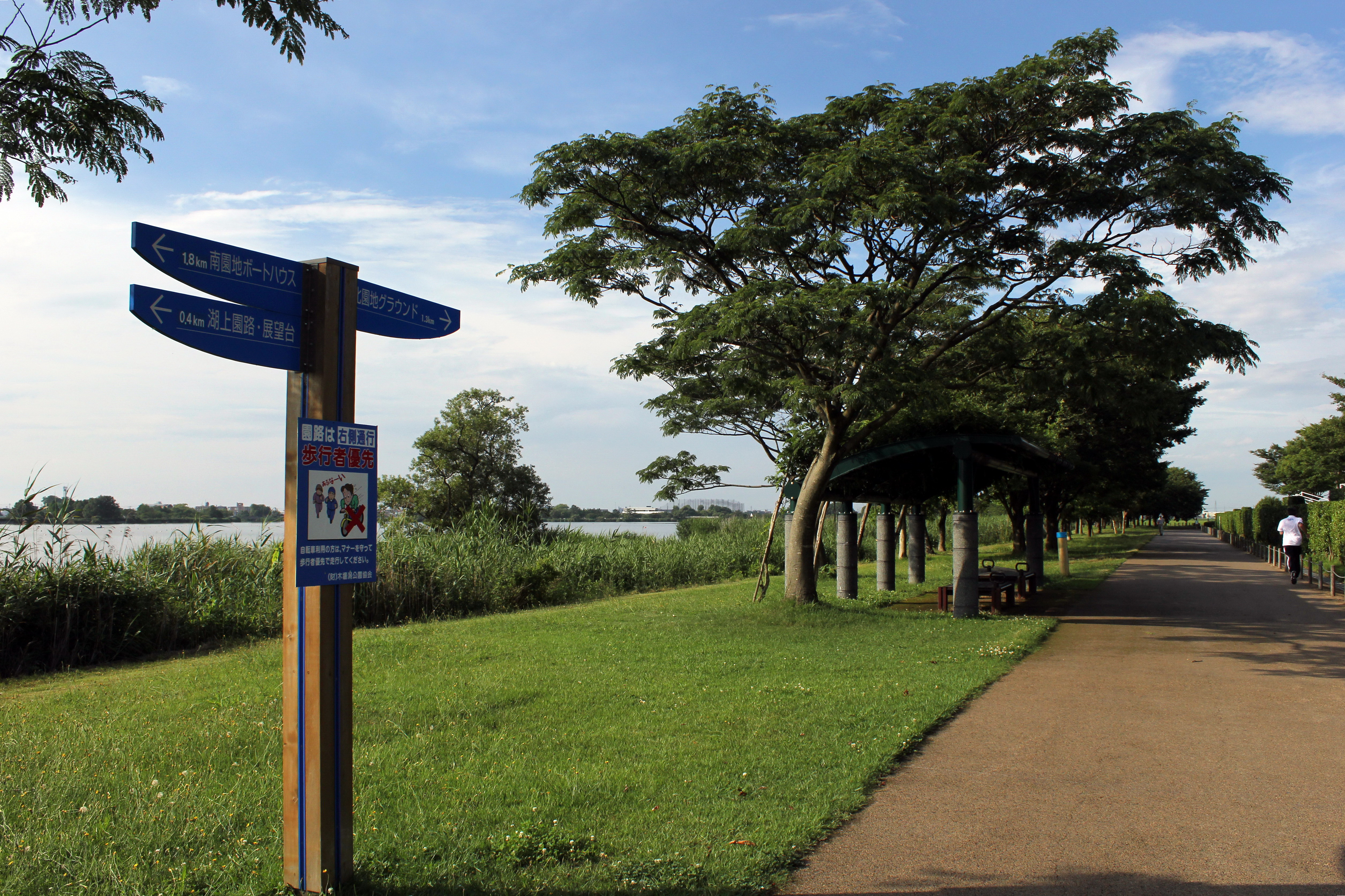
周遊園路
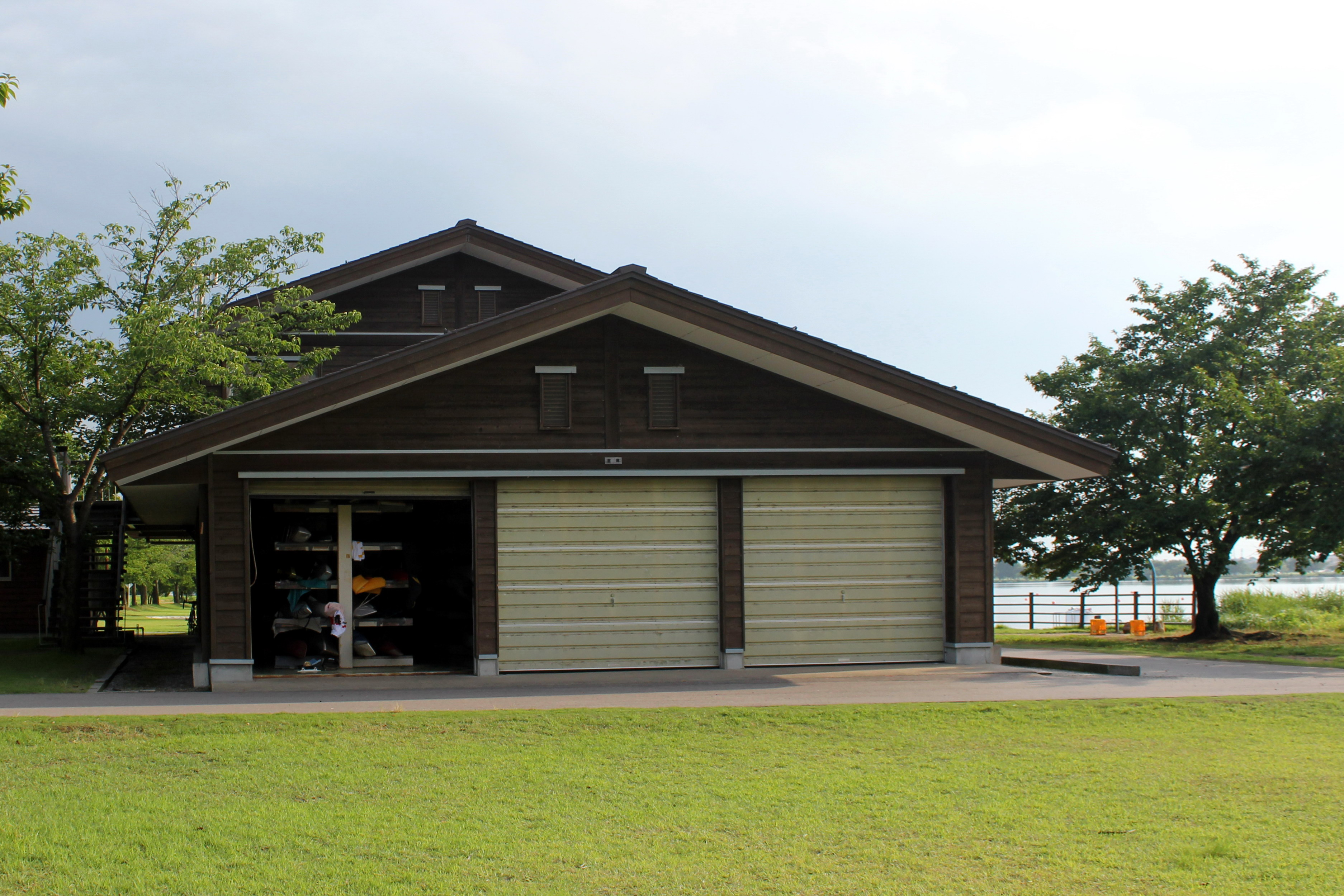
湖畔にある艇庫

## 周辺施設
- 道の駅こまつ木場潟
- 粟津公園
- こまつドーム
- 粟津温泉

## アクセス
- 国道8号小松バイパス蓮代寺インターチェンジから車で5分
- IRいしかわ鉄道線 粟津駅徒歩20分